# Rune RK
Rune Reilly Kölsch (født 9. februar 1977 i København, Danmark), bedre kendt som Kölsch, Rune RK eller Rune, er en dansk producer og DJ, primært inden for house og techno. Han startede som DJ i 1993 og blev fra 2004 til 2007 kåret som "Årets Danske Upfront-DeeJay" ved Danish DeeJay Awards. Han er halvbror til designer Johannes Torpe.
I 2003 fik han et mindre hit i Storbritannien under navnet Artificial Funk med singlen "Together" sammen med sangerinden Nellie Ettison, der blev #40 på UK Singles Chart.
Han har produceret original nummeret "Calabria" i 2003 under pseudonymet Rune, og dette vandt i 2004 en Danish Music Award for "Årets Danske Dance Udgivelse". I 2006 udgav han ny cover version med sangerinden Natasja under navnet ENUR, der blev den mest solgte dance-sang på iTunes i USA i 2008. Den oprindelige udgave af "Calabria", med dens genkendelige saxofon-rif, er siden 2003 blevet samplet af bl.a. den hollandske gruppe Drunkenmunky og af den italienske DJ Alex Gaudino og den amerikanske rapper Pitbull.
Rune RK har i 2013 deltaget i to omgange af mad programmet Masterchef, hvor han først blev nummer to i finalen og senest i Masterchef Allstars blev nummer to mod Timm Vladimir.
Rune RK startede ud med at spille trommer i funkorkestre. Efter syv år begyndte han som DJ i 1993. Han spiller dynamisk og funky house, og afprøver altid sine egne produktioner på dansegulvet, før de udgives. Rune RK's motto er: "Hvis en DJ ikke kan danse, kan han heller ikke få andre til det. "
Som producer var Rune RK først interesseret i hiphop, men gik senere over til house i mange forklædninger. Han har opnået anerkendelse som producer og remixer. Bl.a. har han remixet Safri Duo, Filur, Brother Brown m.fl. I dag producerer han også musik til andre artister. 
Rune RK vandt prisen som "Årets Danske DeeJay" og "Årets Danske Producer" til Danish Deejay Awards 2013.

## Singler

### Rune RK / ENUR
- 2003 "Calabria"
- 2004 "Nothing New" (med Morten Luco)
- 2005 "Good to Me/You Got Me" (med Morten Luco)
- 2005 "You Got Me EP" (med Morten Luco)
- 2007 "Calabria 2007" (med Natasja Saad)
- 2007 "Yesteryear/Run In"
- 2007 "Soi Ari/Backyard Superman"
- 2008 "Calabria 2008" (med Mims)
- 2008 "Bodybuilder Loves Tatoogirl"
- 2008 "Day In The Dark/Less Rock"
- 2009 "Bonfire" (med Natasja Saad & Lumidee)
- 2010 "Har det hele" (med Karen & Jooks)
- 2011 "Når tiden går baglæns" (med Clara Sofie)
- 2011 "Kom Kom" (med Stanley Most)
- 2011 "Animal"
- 2012 "Now you're gone"
- 2012 "Memorize Me" (med Databoy)
- 2012 "Teacup"
- 2012 "I'm that Chick" (med Nicki Minaj & Goonrock)
- 2013: Transcend (feat. Steve Aoki)
- 2013: Power Of You And Me (feat. Andreas Moe)
- 2013: Burning Boombox
- 2013: Song Of Siren
- 2013: Are You Burning
- 2013: Bring You To Life (Transcend) (feat. Steve Aoki & RAS)

### Kölsch
- 2010 "Loreley"
- 2010 "Silberpfeil"
- 2011 "Opa"
- 2011 "Der Alte"
- 2012 "All that Matters" (med Troels Abrahamsen)
- 2013 "1977"
- 2014 "Cassiopeia"
- 2014 "Papageno"

### Artificial Funk
- 1995 "Real Funk"
- 1996 "Zone One"
- 2000 "Use It (The Music)"
- 2001 "People Don't Know"
- 2002 "Together" (med Nellie Ettison)
- 2005 "Never Alone"

### Ink and Needle
- 2006 "Number One/Number Two"
- 2006 "Number Three/Number Four"
- 2007 "Number Five/Number Six"
- 2007 "Number Seven/Number Eight"
- 2008 "Number Nine/Number Ten"
- 2008 "Number Eleven/Number Twelve"

### Andre aliaser
- 2003 "I Just Want to Be a Drummer", as Heavy Rock (med Johannes Torpe)
- 2004 "Beautiful", as Rude RKade (med Morten Luco)
- 2007 "Koochi Koochi", as Fashion Victims (med Johannes Torpe)
- 2007 "Elephant", as Rune & Sydenham (med Jerome Sydenham)
- 2008 "Peter Pan/Snow Bored", as Rune & Sydenham (med Jerome Sydenham)

## Diskografi
Albums
- 2008 Raggatronic, as Enur
- 2008 Sleep Less, Live More' , as Artificial Funk
- 2011 Rune RK & Clara Sofie – Byen Elsker Dig DK
- 2011 Rune RK & Stanley Most – Det det næste (E.P.) DK
- 2013 Kölsch – 1977
- 2015 Kölsch - 1983